# دوور، میسوری
دوور (به انگلیسی: Dover) یک روستا (ایالات متحده آمریکا) در ایالات متحده آمریکا است که در شهرستان لافایت، میزوری واقع شده‌است.
 دوور ۰٫۵۲ کیلومتر مربع مساحت و ۱۰۳ نفر جمعیت دارد و ۲۵۰ متر بالاتر از سطح دریا واقع شده‌است.